# 門倉貴史
門倉 貴史（かどくら たかし、1971年10月30日 - ）は、日本の経済評論家。神奈川県出身。

## 来歴・人物
神奈川県立横須賀高等学校、慶應義塾大学経済学部経済学科（神谷伝造ゼミ）を卒業した。卒業後、浜銀総合研究所に入社する。1999年に日本経済研究センター、2000年にシンガポールの東南アジア研究所(ISEAS)へ出向し、2005年6月まで第一生命経済研究所経済調査部主任エコノミストを務めた。2005年7月からBRICs経済研究所代表、2007年から2017年まで同志社大学大学院非常勤講師を務める。
著書『日本人が知らなかったVISTA株』（翔泳社）で、BRICSに続く経済発展が見込まれる国々としてベトナム・インドネシア・南アフリカ・トルコ・アルゼンチンを総称したVISTAという造語を提唱した。
日本で初めて地下経済の研究に取り組み、地下経済に関する著作も多数発表している。また、ワーキングプアの啓発書も多数発表している。
2009年12月から出演のテレビ番組『ホンマでっか!?TV』で司会の明石家さんまにとりわけ頻繁に突っ込みを受ける天然ボケ気味の「いじられキャラ」として準レギュラーに抜擢された。肩書きは「経済評論家」。
2019年1月、講演会講師派遣サイト「Speakers.jp」【Speakers Awards 2019】の「政治・経済部門」で大賞を受賞する。

## 学術論文
- 『ASEAN5カ国における対内直接投資の利用と経済成長--新成長分野への外資導入テコに、投資効率改善型成長目指す』JCER paper（日本経済研究センター）  2000年11月 (査読なし、レポート)
- 『日本の地下経済の規模に関する時系列分析と都道府県比較』日本経済研究　46号（2002年11月発行） (査読付き論文)
- 『日本の地下経済』警察政策（警察政策学会）　2004年第６巻
- 『公式統計に現れない隠れた副業の規模と実態』日本労働研究雑誌　2006年7月(査読なし、紹介記事)
- 『世界の流れを変えるＢＲＩＣｓ経済：新興経済大国の挑戦』同志社大学ワールドワイドビジネスレビュー　2007年9月(査読なし)

## 出演

### テレビ
- 驚き!謎マネー100連発・世間を騒がすアノ値段一挙公開スペシャル（2004年、日本テレビ）
- BSフジLIVE プライムニュース（財界ゲスト、2009年、BSフジ）
- ホンマでっか!?TV（2009年12月 - 2011年3月2日、2011年5月25日 - 、フジテレビ）
- めざせ!グルメスター（不定期ゲスト、2013年4月 - 2014年3月、NHK BSプレミアム）
- チャージ730!（不定期ゲスト、2015年4月 - 、テレビ東京）
- なるほどストリート（2016年4月4日 - 11月4日、テレビ東京）
- サタデープラス（不定期ゲスト、毎日放送）
- じっくり聞いタロウ〜スター近況（秘）報告〜（2018年9月6日、テレビ東京）
- そこまで言って委員会NP（2018年9月30日、読売テレビ）
- 上沼・高田のクギズケ! （準レギュラー、読売テレビ）
- 特盛よしもと（不定期ゲスト、[読売テレビ）
- ビートたけしのTVタックル（不定期ゲスト、テレビ朝日）
- バラいろダンディ（不定期ゲスト、TOKYO MX）
- タダイマ!（不定期ゲスト、RKB毎日放送）
- 朝生ワイド す・またん!（不定期ゲスト、読売テレビ）
- 日経スペシャル関西リーダー列伝（不定期ゲスト、2021年9月 - 、テレビ大阪）

### ラジオ
- マーケット・トレンド（2009年1月15日 - 2011年3月31日、ラジオNIKKEI） ※ 木曜日レギュラーコメンテーター
- 夕やけ寺ちゃん 活動中（2010年10月 - 2013年3月、火曜コメンテーター、文化放送）
- ファイナンシャル・ジャーニー（2023年6月 - 、ラジオNIKKEI）
- NHKジャーナル（2023年12月27日、NHKラジオ第1放送）

## 著書
- 『日本「地下経済」白書 23.2兆円! 驚異のアングラ・マネー』祥伝社　2002年　のち黄金文庫（日本雑学出版大賞受賞）
- 『日本の地下経済 脱税・賄賂・売春・麻薬』講談社+α新書　2002年
- 『図解誰も知らなかった日本地下経済白書 24.2兆円! 驚異のアングラ・マネー』祥伝社　2003年
- 『日本「地下経済」入門 マンガでわかるアングラマネーのすべて』廣済堂出版　2003年
- 『日本アングラマネーの全貌 地下経済の隠し総資産』講談社+α新書　2003年
- 『中国経済大予測』日本経済新聞社　2004年
- 『少年犯罪と地下経済 5,000億円のアングラ・マネーの全貌』PHP研究所　2004年
- 『偽造・贋作・偽札と闇経済』講談社+α新書　2004年　のち文庫
- 『手にとるようにわかるインド 経済・産業から社会・文化まで超大国のすべてがここに 眠れる巨象がついに動き出した!!』かんき出版　2005年
- 『人にいえない仕事はなぜ儲かるのか？』角川oneテーマ21　2005年
- 『図説BRICs経済 台頭するブラジル、ロシア、インド、中国のすべて』日本経済新聞社　2005年
- 『ワーキングプア——働いても報われない時代がくる』宝島社新書　2006年
- 『統計数字を疑う——なぜ実感とズレるのか？ 』光文社新書　2006年
- 『BRICs富裕層 爆発する巨大市場を攻略せよ』東洋経済新報社　2006年
- 『マネーロンダリング 汚れたお金がキレイになるカラクリ』青春出版社・青春新書インテリジェンス　2006年
- 『きわどいビジネスほど儲かる理由 必ず稼げるすごい経営学』秀和システム　2006年
- 『夜のオンナはいくら稼ぐか？ 』角川oneテーマ21　2006年
- 『BRICs新興する大国と日本』平凡社新書　2006年
- 『大図解　インド経済の実力』日本経済新聞社　2006年
- 『インドが中国に勝つ！』洋泉社　2006年
- 『世界一身近な世界経済入門』幻冬舎新書　2007年
- 『中国が世界を買いあさる』洋泉社　2007年
- 『出世はヨイショが９割』朝日新書　2007年
- 『Japan's Underground Economy』　【M. E. Sharpe】　2007年
- 『派遣のリアル 300万人の悲鳴が聞こえる』宝島社新書　2007年　のちsugoi文庫
- 『ホワイトカラーは給料ドロボーか？』光文社新書　2007年
- 『日本人が知らなかったVISTA株 』翔泳社　2007年
- 『今のインドがわかる本』三笠書房・知的生きかた文庫　2007年
- 『世界の「下半身」経済が儲かる理由 セックス産業から見える世界経済のカラクリ sexonomix=profits in the global sex economy』アスペクト　2007年
- 『爆発する地下ビジネス』PHP研究所　2007年
- 『こっそり儲ける経済学』三笠書房　2007年
- 『インド人はなぜゼロを見つけられたか？』小学館文庫　2007年
- 『セックス格差社会——「恋愛貧者」「結婚難民」はなぜ増えるのか？』宝島社新書　2008年　のちsugoi文庫
- 『反米経済 凋落するアメリカに追随してはいけない』PHP研究所　2008年
- 『中国発世界恐慌は来るのか？』角川SSC新書　2008年
- 『イスラム金融入門——世界マネーの新潮流』幻冬舎新書　2008年
- 『官製不況 なぜ「日本売り」が進むのか』光文社新書　2008年
- 『ワーキングプアは自己責任か アンフェアな社会にはもう騙されない』大和書房　2008年
- 『世界を席巻するインドのDNA インドが進化する5つの理由』角川SSC新書　2009年
- 『夜のオンナの経済白書——世界同時不況と夜のビジネス』角川oneテーマ21　2009年
- 『世界不況を生き抜く新・企業戦略 』朝日新書　2009年
- 『経済学の天才に学ぶ！経済心理のワナ50』（別冊宝島）宝島社　2009年
- 『大失業時代』祥伝社新書　2009年
- 『貧困ビジネス』幻冬舎新書　2009年
- 『恐慌第2波——世界同時不況を日本が生き残る道』角川SSC新書　2009年
- 『本当は嘘つきな統計数字』幻冬舎新書　2010年
- 『ゼロ円ビジネスの罠』光文社新書　2010年
- 『中国経済の正体』講談社現代新書　2010年
- 『人妻の経済学 日本経済を動かす125兆2490億円マーケットの秘密』プレジデント社　2010年
- 『必ず誰かに話したくなる経済学』PHP研究所　2012年
- 『新興国バブル崩壊のシナリオ』中経出版　2011年
- 『日本人が知らない「怖いビジネス」』角川oneテーマ21 2012年
- 『増税なしで財政再建するたった一つの方法』角川oneテーマ21 2013年
- 『不倫経済学』ベスト新書　2016年
- 『門倉貴史のオトナの経済学』PHP文庫　2016年
- 『世界の[下半身]経済のカラクリ』アスペクト　2016年
- 『お父さんのための裏ハローワーク』方丈社　2016年
- 『世界の[下半身]経済がわかる本』方丈社　2017年
- 『日本の「地下経済」最新白書』SB新書　2018年
- 『VUCA時代のエネルギー戦略』エネルギーフォーラム　2024年1月25日

## 共著
- 『立ち食いソバ1杯が1000円になる日』ニッポン食クライシス取材班共著　宝島社新書　2008年
- 『大恐慌を生き残る　アウトロー経済入門』宮崎学共著　扶桑社新書　2008年
- 『貧困大国ニッポン 2割の日本人が年収200万円以下』ニッポン貧困クライシス取材班共著　宝島社新書　2008年
- 『リストラされた100人　貧困の証言』雇用クライシス取材班共著 宝島社新書　2009年